# Übergangsarbeitsmärkte
Übergangsarbeitsmärkte sind Institutionen, welche risikoreiche Phasen bzw. Übergänge im Erwerbsleben einer Person, wie etwa den Wechsel von Vollzeit- in Teilzeitbeschäftigung, absichern. Das Konzept geht auf den Wirtschaftswissenschaftler Günther Schmid zurück, der den Begriff in den 1990er Jahren prägte. Übergangsarbeitsmärkte sind im Bereich der Sozialpolitik bzw. der aktiven Arbeitsmarktpolitik zu verorten. Hintergrund sind Entwicklungen auf dem Arbeitsmarkt, welche zunehmend von Flexibilisierung, Unstetigkeit und Risikophasen für den Arbeitnehmer geprägt sind.

## Das Konzept der Übergangsarbeitsmärkte
Günther Schmid beschreibt die Folgen der Entwicklungen auf dem Arbeitsmarkt unter anderem mit den Phänomenen der zunehmenden Übergangsbeschäftigung und Übergangsarbeitslosigkeit. Ersteres meint die starke Abweichung von einer 30-Stunden-Arbeitswoche, etwa durch den Wechsel von Vollzeit- in Teilzeitarbeit, bedingt durch biografische Ereignisse eines Erwerbstätigen. Letzteres meint eine zeitlich begrenzte Phase der Erwerbslosigkeit, beispielsweise aufgrund einer Überbrückungszeit zwischen zwei Beschäftigungsverhältnissen. Bei solchen und weiteren Übergangsphasen setzt der Begriff der Übergangsarbeitsmärkte an.

### Definition und Begriffserklärung
Übergangsarbeitsmärkte lassen sich definieren als institutionelle Arrangements, die risikoreiche Übergangsphasen („Statuspassagen“) im gesamten Erwerbsleben einer Person regeln, begünstigen und absichern.
Laut Schmid sind Übergangsarbeitsmärkte idealtypisch durch die folgenden Eigenschaften gekennzeichnet:
- „Sie sind Brücken zwischen Erwerbsarbeit und anderen produktiven Tätigkeiten,
- sie sind durch Tarifverträge und Recht oder Gesetz abgesichert,
- sie kombinieren niedrige oder unstetige Lohneinkommen mit Transfers oder Vermögenseinkommen, und
- sie finanzieren Arbeit statt Arbeitslosigkeit.“[4]

Die Idee hinter dem Begriff der Übergangsarbeitsmärkte ist an sich also nicht neu. Es geht darum, Sozialpolitik so zu gestalten, dass sie Menschen in verschiedenen kritischen Phasen ihres Erwerbslebens Sicherheit und Unterstützung bietet. Es wird allerdings auch erkennbar, dass die Übergangsarbeitsmärkte nicht lediglich die Sicherheit eines bestimmten Arbeitsplatzes gewährleisten sollen oder können, sondern gewissermaßen Unsicherheit absichern sollen. Dies erscheint zunächst paradox. Tatsächlich treten solch unsichere, risikoreiche Übergangsphasen derzeit aber immer häufiger auf und bedürfen einer sozialen Absicherung. Anders ausgedrückt sollen Übergangsarbeitsmärkte also nicht Arbeitsplatzsicherheit, sondern eine flexible Beschäftigungssicherheit herstellen. Das Konzept verwirklicht somit das Prinzip der Flexicurity, also einem Zusammenspiel von Flexibilität und Sicherheit.

### Zentrale Übergangsphasen im Erwerbsleben
Schmid trifft eine systematische Unterscheidung von fünf verschiedenen Arbeitsmarktübergängen, welche es durch Übergangsarbeitsmärkte abzusichern gilt. Solche Übergänge treten an den Schnittstellen zwischen dem Arbeitsmarkt, der Arbeitslosigkeit, dem Bildungssystem, den privaten Haushalten und der Rente auf. Es entstehen somit die folgenden Übergangsphasen:
- Übergänge zwischen Kurz- und Vollzeitbeschäftigung oder selbständiger und abhängiger Beschäftigung,
- Übergänge zwischen Arbeitslosigkeit und Beschäftigung,
- Übergänge zwischen Bildung (Ausbildung bzw. Weiterbildung) und Beschäftigung,
- Übergänge zwischen privater und beruflicher Tätigkeit,
- Flexible Übergänge zwischen Arbeit und Rente.[8]

### Beispiele für Übergangsarbeitsmärkte
Für diese verschiedenen Übergangsphasen nennt Schmid exemplarisch bereits umgesetzte sowie denkbare weitere Maßnahmen im Sinne von Übergangsarbeitsmärkten:
Dazu gehören etwa für Übergänge zwischen verkürzter und vollzeitiger Beschäftigung das Kurzarbeitergeld oder auch Sabbaticals mit Rückkehrgarantie, welche in dieser Zeit Arbeitsplätze für andere Personen frei werden lassen. Außerdem sind hier Ansätze wie die Viertagewoche oder verstärkte Anreize zum Freizeitausgleich von Überstunden denkbar.
Beim Übergang von Arbeitslosigkeit in die Beschäftigung sind beispielsweise Existenzgründungen für Arbeitslose, Eingliederungshilfe für Langzeitarbeitslose, berufliche Rehabilitation und halbgeschützte Arbeitsplätze für Ältere oder Behinderte nennenswerte Brücken.
Bei Massenentlassungen können zur Abwehr drohender Arbeitslosigkeit und zur Qualifizierung Transfergesellschaften bzw. Beschäftigungs- und Qualifizierungsgesellschaften eingerichtet werden.
Beim Übergang zwischen (Weiter-)Bildung und Arbeit ist das Prinzip der Jobrotation interessant, bei dem Beschäftigte eine externe Weiterbildung erhalten und bislang Arbeitslose dafür an ihre Stelle treten. Die Maßnahme der Jobrotation tangiert also auch Übergänge zwischen Arbeitslosigkeit und Beschäftigung.
Übergangsphasen zwischen privaten Tätigkeiten und Beruf hängen meist mit der Familienplanung zusammen. Hier wären beispielsweise die Individualisierung von Elternurlaubsansprüchen, Lohnersatzraten, eine flexible Inanspruchnahme der Urlaubszeit über mehrere Jahre hinweg, ein Recht auf Teilzeitarbeit mit einem Recht auf Rückkehr zu Vollzeit oder auch das Recht auf ein Sabbatical im Lauf der Erwerbskarriere hilfreich. (Siehe hierzu auch: Lebensphasenorientierte Arbeitszeit.)
Für die Übergänge zwischen Arbeit und Rente ist die Förderung von Teilzeitarbeit für ältere Menschen maßgeblich.
Die hier aufgezeigten Maßnahmen stellen nur einen Teil der bereits umgesetzten sowie weiteren Möglichkeiten dar, durch die Übergangsphasen abgesichert werden können. Es wird erkennbar, dass das Konzept der Übergangsarbeitsmärkte bereits umgesetzt, wenn auch nicht voll ausgeschöpft wird. Ganz allgemein handelt es sich um solche Maßnahmen, die anstatt auf eine bisher dominierende Arbeitslosenversicherung (Fokus auf Einkommenserhalt für Arbeitslose) auf eine Beschäftigungsversicherung abzielen, also neben Arbeitslosigkeit auch andere Arten von Einkommensrisiken, nämlich auch selbst generierte Risiken, abdecken.

### Ziele von Übergangsarbeitsmärkten
Mit der Implementierung von Übergangsarbeitsmärkten werden mehrere Ziele verfolgt. Vor allem sollen, wie bereits beschrieben, risikoreiche Phasen, Unsicherheiten sowie Übergänge im Erwerbsleben einer Person geregelt und abgesichert werden. Dies führt wiederum dazu, dass Arbeitslosigkeit reduziert werden kann. Außerdem soll verhindert werden, dass Menschen, die sich aktuell in einer ungünstigen Position auf dem Arbeitsmarkt befinden, wie etwa Langzeitarbeitslose, dauerhaft auf der Strecke bleiben bzw. vom Arbeitsmarkt ausgeschlossen werden. Indem Unsicherheiten und Risikophasen abgesichert werden, steigt gleichzeitig die Bereitschaft von arbeitenden Menschen, solche Risiken aktiv einzugehen und mobilitätsbereit zu sein. Diese Ziele sind kompatibel mit aktuellen Entwicklungen auf dem Arbeitsmarkt, die von zunehmender Flexibilisierung geprägt sind. Außerdem soll eine Absicherung von Übergängen die Gleichstellung von Frauen und Männern auf dem Arbeitsmarkt begünstigen. Die Überlegung dahinter ist, dass viele Risiken im Erwerbsverlauf heute in der Familiengründung oder in der Pflegebedürftigkeit von Älteren, also außerhalb des Arbeitsmarktes, begründet liegen und solche Risikophasen traditionell durch den Rückzug der Frau vom Arbeitsmarkt gelöst wurden. Durch bessere strukturelle Unterstützung einerseits (beispielsweise in Form des Ausbaus von Kindergartenplätzen) und durch flexiblere Arbeitszeitgestaltungsmöglichkeiten sowie (Eltern-)Urlaubsansprüche könnten die Chancen von Frauen, auch in Übergangsphasen, verbessert werden. Die Unabhängigkeit der Frauen würde außerdem durch ein individuelleres Alterssicherungssystem unabhängig vom Partner gefördert werden. Gleichzeitig könnten Männer stärker dazu motiviert werden, Übergänge in Form von familiären Tätigkeiten einzugehen, wenn solche Übergangsphasen lohnender gestaltet würden. Alles in allem zielen Übergangsarbeitsmärkte also auf einen mobileren, flexibleren und offeneren Arbeitsmarkt ab, der durch Absicherungen zu mehr Risikobereitschaft seitens der Arbeitnehmer anregt.
Fragt man schließlich danach, ob Übergangsarbeitsmärkte zum Ziel einer Vollbeschäftigung beitragen, so lässt sich zumindest ein Beitrag zu diesem Ziel konstatieren. Hierbei ist es allerdings unerlässlich, zu klären, wie diese Vollbeschäftigung definiert sein soll. Denn Schmid stützt sein Konzept der Übergangsarbeitsmärkte auf ein gewandeltes Verständnis davon, was Vollbeschäftigung ist, und betont auch hier die Bedeutung von aktuellen Veränderungen auf dem Arbeitsmarkt (siehe den Abschnitt „Gewandeltes Verständnis von Vollbeschäftigung“).

### Künstler- und IT-Arbeitsmarkt als Prototypen für Übergangsarbeitsmärkte
Der Künstlerarbeitsmarkt ist besonders stark von Unsicherheiten und Risiken geprägt: Hier arbeiten Menschen vermehrt als freie Mitarbeiter und projektbezogen, sie haben teilweise parallel mehrere kurze Beschäftigungsverhältnisse und sind abhängig von der jeweiligen Auftragslage und ihrem Netzwerk. Überlegungen für Übergangsarbeitsmärkte im künstlerischen Bereich wären Mechanismen wie Lohnprämien oder auch Kombinationen mit festen Beschäftigungsverhältnissen, etwa auf Teilzeit. Schmid weist in diesem Kontext auch auf das französische Sicherungssystem für Künstler hin, wo ein großer Teil des Einkommens von Künstlern durch Transferleistungen der Arbeitslosenversicherung gestellt wird. Als weiteren für Übergangsarbeitsmärkte idealtypischen Bereich nennt Schmid den IT-Arbeitsmarkt, der ebenfalls von Unstetigkeit und selbständigen Arbeitsformen geprägt ist und einer besonderen Absicherung bedarf.

## Hintergrund des Konzepts der Übergangsarbeitsmärkte aus soziologischer Perspektive
Übergangsarbeitsmärkte sind vor einem komplexen Hintergrund einer sich wandelnden Gesellschaft und Arbeitswelt zu sehen. Blickt man auf die damit zusammenhängenden Risiken für den Einzelnen, wird ihre gesellschaftliche Relevanz deutlich. Aus einer soziologischen Perspektive lässt sich das Konzept beispielsweise mit Ansätzen von Ulrich Beck oder Anthony Giddens verbinden.

### Entwicklungen auf dem Arbeitsmarkt in einer Risikogesellschaft
Will man die Notwendigkeit des Konzepts der Übergangsarbeitsmärkte verstehen, muss man die Entwicklungen, die sich während der letzten Jahrzehnte und bis heute auf dem Arbeitsmarkt ereignet haben, bedenken. Übergangsarbeitsmärkte sind vor dem Hintergrund einer hohen Arbeitslosenquote sowie der fortschreitenden Prozesse der Globalisierung, Digitalisierung, Individualisierung und Flexibilisierung zu sehen. Der Soziologe Ulrich Beck beschreibt unter dem Schlagwort der Risikogesellschaft die Auswirkungen, die diese nach wie vor anhaltenden Entwicklungen unter anderem auf den Arbeitsmarkt haben. Es kommt zu erhöhten Flexibilitätsansprüchen und deregulierten, entstandardisierten Formen von Erwerbsarbeit; die bisher starke Standardisierung von Arbeitsvertrag, Arbeitsort und Arbeitszeit löst sich auf zugunsten von prekärer Beschäftigung. Normarbeit wird gewissermaßen durch „Nicht-Normarbeit“ ersetzt. Was entsteht ist ein neues „System flexibler, pluraler, dezentraler Unterbeschäftigung“, das von Risiken geprägt ist. Für die Individuen zeigen sich die Auswirkungen konkret dadurch, dass ihre Erwerbsverläufe immer variabler und unsteter werden, also von Wechseln und Unterbrechungen gekennzeichnet sind. Allerdings werden kritische Übergangsphasen von der deutschen Sozialpolitik bislang noch nicht in ausreichendem Maße abgesichert. Der Fokus liegt bislang auf Risiken wie Arbeitslosigkeit, Krankheit und Alter. Den Handlungsbedarf, der sich aus all diesen Entwicklungen ergibt, greift Schmid mit dem Konzept der Übergangsarbeitsmärkte auf.
Besonders risikoreich und absicherungsbedürftig sind wissensbasierte Bereiche des Arbeitsmarktes, wie etwa die Medien- und IT-Industrie. Menschen in diesen Bereichen sind oft nicht fest angestellt, sondern arbeiten selbständig als freie Mitarbeiter. Das deutsche Sozialsystem bietet allerdings für Selbständige in der Medienindustrie nur wenig Absicherung und Kompensation für niedrige Löhne. Gerade in diesen Berufen sind die Beschäftigten also hohen (Markt-)Risiken ausgesetzt. Übergangsarbeitsmärkte zu schaffen, erscheint daher gerade in diesen Bereichen besonders wichtig. Aufgrund dieser nach wie vor aktuellen Problematik bezeichnet Schmid Künstler- und IT-Arbeitsmärkte, wie bereits beschrieben, als Prototypen für Übergangsarbeitsmärkte.

### Gewandeltes Verständnis von Vollbeschäftigung
Bei der Ausarbeitung des Konzepts der Übergangsarbeitsmärkte stellt Schmid die Frage, ob das sozialpolitische Ziel einer Vollbeschäftigung in der heutigen Zeit noch sinnvoll ist, und greift dadurch eine kontrovers geführte Diskussion auf. Dieses Ziel erscheint in seinem ursprünglichen Sinn nicht mehr zeitgemäß. Vielmehr ist das standardisierte Vollbeschäftigungssystem in Auflösung begriffen. Will man das Ziel der Vollbeschäftigung dennoch nicht verwerfen, muss dieser Begriff neu gefasst werden. Er darf nicht mehr lediglich Arbeitsverhältnisse im klassischen Sinne des Normalarbeitsverhältnisses berücksichtigen. Der Fokus muss sich vom traditionellen Ernährermodell entfernen und stattdessen den aktuellen Bedingungen auf dem Arbeitsmarkt mit seiner Vielzahl an Beschäftigungsformen gerecht werden. Wenn von Vollbeschäftigung die Rede ist, muss also der Arbeitsbegriff erweitert werden. Es werden dabei alle produktiven Tätigkeiten berücksichtigt, auch atypische Beschäftigungsverhältnisse und etwa Kombinationen aus unbezahlter Familienarbeit und Erwerbsarbeit. Die Idee hinter der Vollbeschäftigung wird in der Folge zu einer regulativen. Das heißt, das Ziel der Vollbeschäftigung muss sich auf den gesamten Erwerbsverlauf einer Person beziehen, mit all seinen eventuellen Schwankungen in der Arbeitszeit. Mögliches Leitbild einer neuen Vollbeschäftigung könnte daher eine „flexible 30-Stunden-Woche“ gemessen an einer durchschnittlichen Lebensarbeitszeit sein. Außerdem muss laut Schmid akzeptiert werden, dass sich Arbeitslosigkeit „in einer dynamischen Marktwirtschaft“ nicht völlig vermeiden lassen wird. Berücksichtigt man diese Erweiterungen bzw. Anpassungen, so lässt sich das Ziel einer flexiblen anstatt der dauerhaften Vollbeschäftigung laut Schmid weiterhin verfolgen. Dazu tragen Übergangsarbeitsmärkte als Teil einer neu ausgerichteten aktivierenden Arbeitsmarkt- und Sozialpolitik letztendlich bei.

### Übergangsarbeitsmärkte und Der Dritte Weg nach Anthony Giddens
Die Philosophie hinter den Übergangsarbeitsmärkten, nämlich eine Absicherung von Unsicherheiten, lässt sich mit dem von Anthony Giddens im Jahr 1998 vorgeschlagenen Dritten Weg vergleichen. Hintergrund sind auch hier die Entwicklungen der Globalisierung und Individualisierung. Laut Giddens werden die bis dahin angebotenen Sozialleistungen den vielen verschiedenen Lebenslagen und Risiken der Menschen nicht länger gerecht. An die Stelle eines „Protektionismus“ sollte ein System der Sozialpolitik treten, das ein ausgewogenes Verhältnis von „individueller und staatlicher Verantwortung“ beinhaltet und gleichzeitig weiterhin auf soziale Gerechtigkeit abzielt. In einem solchen System aus Rechten und Verpflichtungen für das Individuum stünden dann Risiko und Verantwortung in einem Verhältnis zueinander. In Bezug auf die Arbeitslosigkeit etwa schlägt Giddens vor, die Arbeitslosenunterstützung an die Verpflichtung zu aktiver Arbeitssuche zu koppeln, um sicherzustellen, dass das Sozialsystem die eigene Motivation zur aktiven Arbeitssuche nicht schwächt. In diesen beschriebenen Punkten erinnert Giddens Dritter Weg stark an das Konzept der Übergangsarbeitsmärkte.

## Internationale Perspektive
Das Konzept der Übergangsarbeitsmärkte reiht sich ein in verschiedene Maßnahmen der niederländischen, dänischen und schwedischen Arbeitsmarkt- und Sozialpolitik, in die das Prinzip der Flexicurity bereits Einfluss gefunden hat. In diesen Ländern wird schon länger als in Deutschland verstärkt auf eine aktivierende Beschäftigungspolitik gesetzt. Dabei werden beispielsweise gezielt die berufliche Mobilität sowie Weiterbildung gefördert, die Aktivierung von Problemgruppen auf dem Arbeitsmarkt vorangetrieben und Rotationsmodelle umgesetzt. Insbesondere in Dänemark ist der Erfolg der Arbeitsmarktpolitik auf eine ihr zugrunde liegende „radikale Dezentralisierung“ zurückzuführen, welche in vergangenen deutschen Arbeitsmarktreformen, wie etwa den Hartz-Reformen, ausblieb. Außerdem werden in Dänemark und Schweden bereits im (Aus-)Bildungssystem Strukturen implementiert, die den neuen Anforderungen auf dem Arbeitsmarkt gerecht werden, beispielsweise die Ausrichtung auf Projektarbeit und eine enge Koordination von Bildungs- und Beschäftigungssystem. Die Niederlande, Dänemark und Schweden können hinsichtlich der Gestaltbarkeit von Übergängen im Erwerbsleben gewissermaßen als beispielhaft und richtungsweisend bezeichnet werden.
Günther Schmid nimmt in seiner Ausarbeitung der Übergangsarbeitsmärkte teilweise konkreten Bezug auf niederländische und skandinavische Maßnahmen, die das Prinzip der Übergangsarbeitsmärkte realisieren. Für Übergänge zwischen Bildungs- und Beschäftigungssystem etwa erscheint das erwähnte, in Dänemark und Schweden angewandte Prinzip der Jobrotation als geeignete Institution. Sinnvolle Ergänzungen zu diesem Rotationsmodell sind das Recht auf einen Aus- oder Weiterbildungsplatz für Langzeitarbeitslose bzw. auf ein Weiterbildungssabbatical. Dadurch werden Mobilität und Übergänge im Erwerbsleben in geregelter Form ermöglicht. Bezüglich der Übergänge zwischen familiärer Arbeit und Erwerbstätigkeit bzw. der Gleichstellung von Mann und Frau auf dem Arbeitsmarkt erwies sich das schwedische System als effektiv.

## Weiterentwicklung des Konzepts
Am Konzept der Übergangsarbeitsmärkte arbeitet Günther Schmid gemeinsam mit dem französischen Arbeitsmarktforscher und Ökonom Bernard Gazier.
Unter Bezug auf die Übergangsmärkte wurde das Konzept einer Arbeitsmarktpolitik als soziale Risikopolitik entwickelt, welche in die Idee der dreigliedrigen Beschäftigungssicherung eingegangen ist.